# J.M.A. Biesheuvel
Jacob Martinus Arend (Maarten) Biesheuvel (n. 23 mai 1939, Schiedam, Olanda de Sud, Țările de Jos – d. 30 iulie 2020, Leiden, Olanda de Sud, Țările de Jos), cunoscut ca J.M.A. Biesheuvel, a fost un scriitor neerlandez. Debutul său a avut loc în anul 1972 cu volumul de povestiri In de bovenkooi.

## Biografie
Studiază dreptul la Universitatea din Leiden.
În anul 1985 i se decernează premiul Ferdinand Bordewijk pentru Reis door mijn kamer.
Devine laureat al premiului P.C. Hooft în anul 2007, la doar o zi după ce împlinise 68 de ani.
În anul 2008 devine Cavaler al Ordinului Leului din Țările de Jos.

## Opera
- In de bovenkooi (1972)
- Slechte mensen (1973)
- Het nut van de wereld (1975)
- De Weg naar het Licht (1977)
- Een dag uit het leven van David Windvaantje (1978)
- De verpletterende werkelijkheid (1979)
- De merel (1980)
- Duizend vlinders (1981)
- Hoe de dieren in de hemel kwamen(1982)
- Brommer op zee (1982)
- De bruid (1982)
- De steen der wijzen (1983)
- De wereld moet beter worden (1984)
- Reis door mijn kamer (1984)
- Zeeverhalen (1985)
- De klacht van de dorpsschoolmeester (1985)
- Eert uw vader en uw moeder (1985)
- Godencirkel (1986)
- De angstkunstenaar (1987)
- Een overtollig mens (1988)
- Biesboek (1988)
- Konijn (1988)
- Vijftig verhalen (1989)
- Carpe diem (1989)
- Kind / Het wonder (1994)
- Zes novellen (2001)
- Oude geschiedenis van Pa, die leefde als een dier want hĳ schaamde zich nergens voor en hĳ was erg practisch (2002)
- Eva's keus (2003)
- Verzameld werk (2008)